# Herbert Erhardt
Herbert Erhardt (Fürth, 6 luglio 1930 – Fürth, 3 luglio 2010) è stato un allenatore di calcio e calciatore tedesco, di ruolo di difensore, campione mondiale nel 1954.

## Caratteristiche tecniche
Giocava nel ruolo di difensore centrale.

## Carriera

### Club
Passò la sua carriera tra Greuther Fürth e Bayern Monaco

### Nazionale
Con la Germania Ovest giocò 50 partite e fu parte della nazionale che vinse il campionato del mondo 1954. Partecipò anche ai campionati mondiali di Svezia 1958 e Cile 1962.

## Palmarès

### Giocatore

#### Nazionale
- Campionato mondiale: 1

Svizzera 1954